# Caspar Schmalkalden

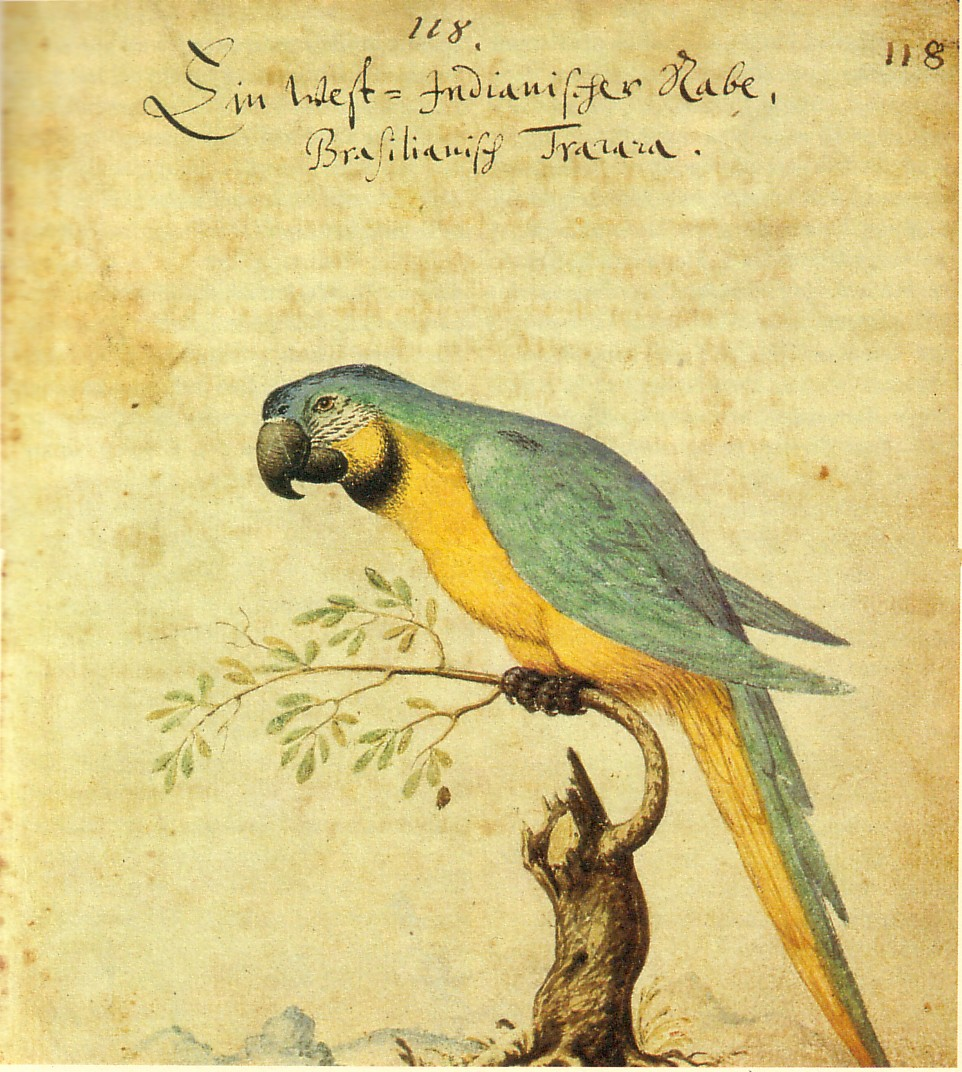
Caspar Schmalkalden: Západoindický havran, brazilsky tracaca (tj. ara ararauna)

Caspar Schmalkalden (1616 Friedrichroda, Durynsko – 1673 Gotha) byl německý autor cestopisných zápisků o Jižní Americe a Východní Asii. Své cesty podnikl jako voják v nizozemských službách. Po návratu do Evropy roku 1652 sepsal téměř 500 stran čítající popis navštívených krajů. Všímal si jak přírody, tak i lidí, a své dílo doplnil cennými ilustracemi.